# Ichmoul
Ichmoul (în arabă إيشمول) este o comună din provincia Batna, Algeria.
Populația comunei este de 10.240 de locuitori (2008).